# Seznam slovenských fotografek
Toto je seznam slovenských fotografek podle abecedy, případně fotografek na Slovensku činných nebo s aktivitami s touto zemí spojené.

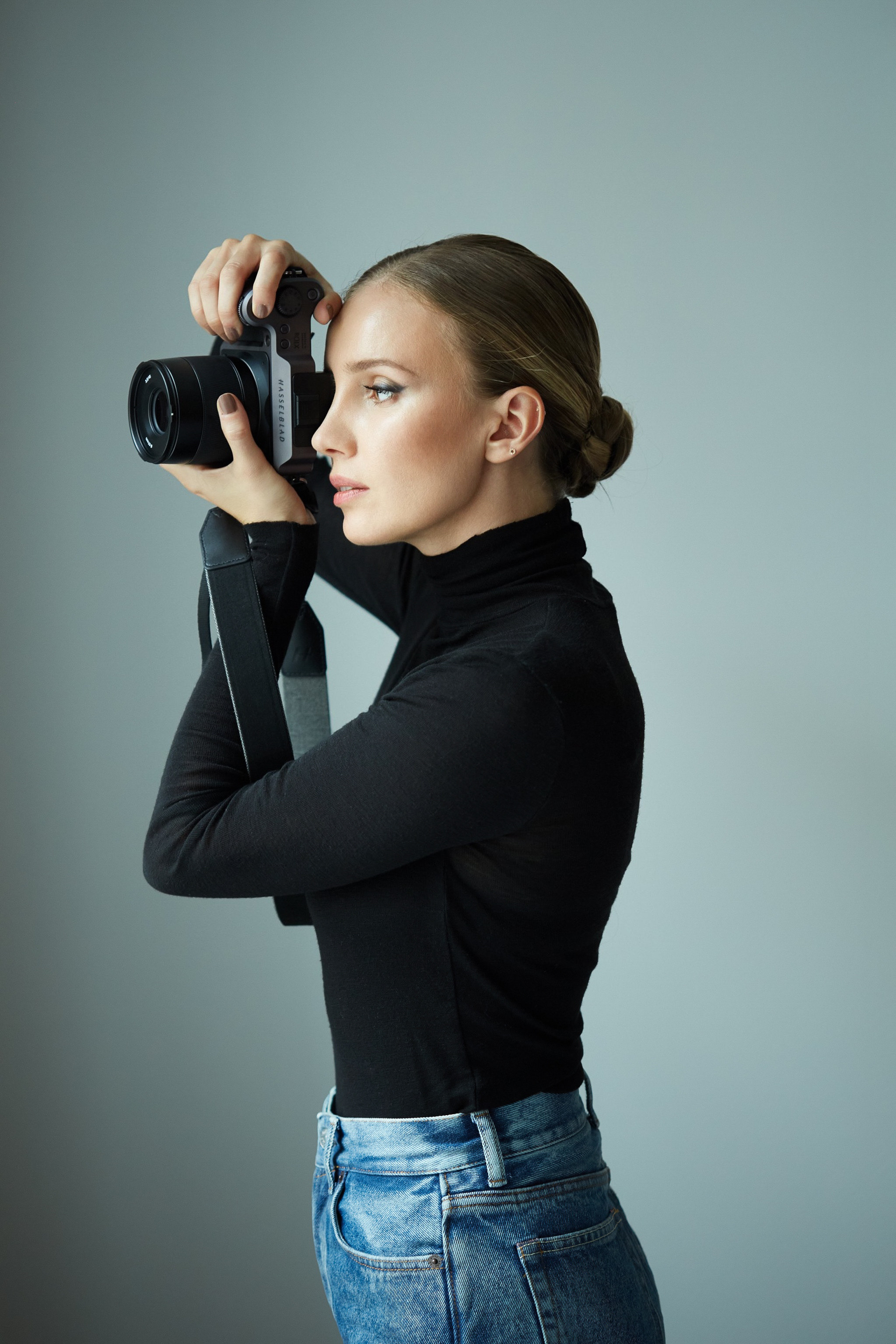
Mária Švarbová (* 1988)

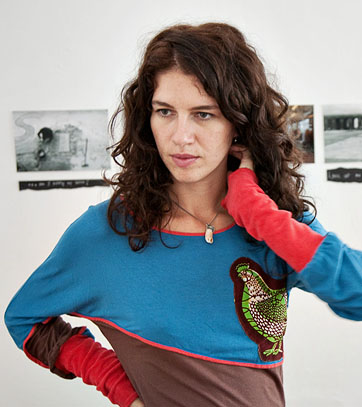
Lucia Nimcová

### A

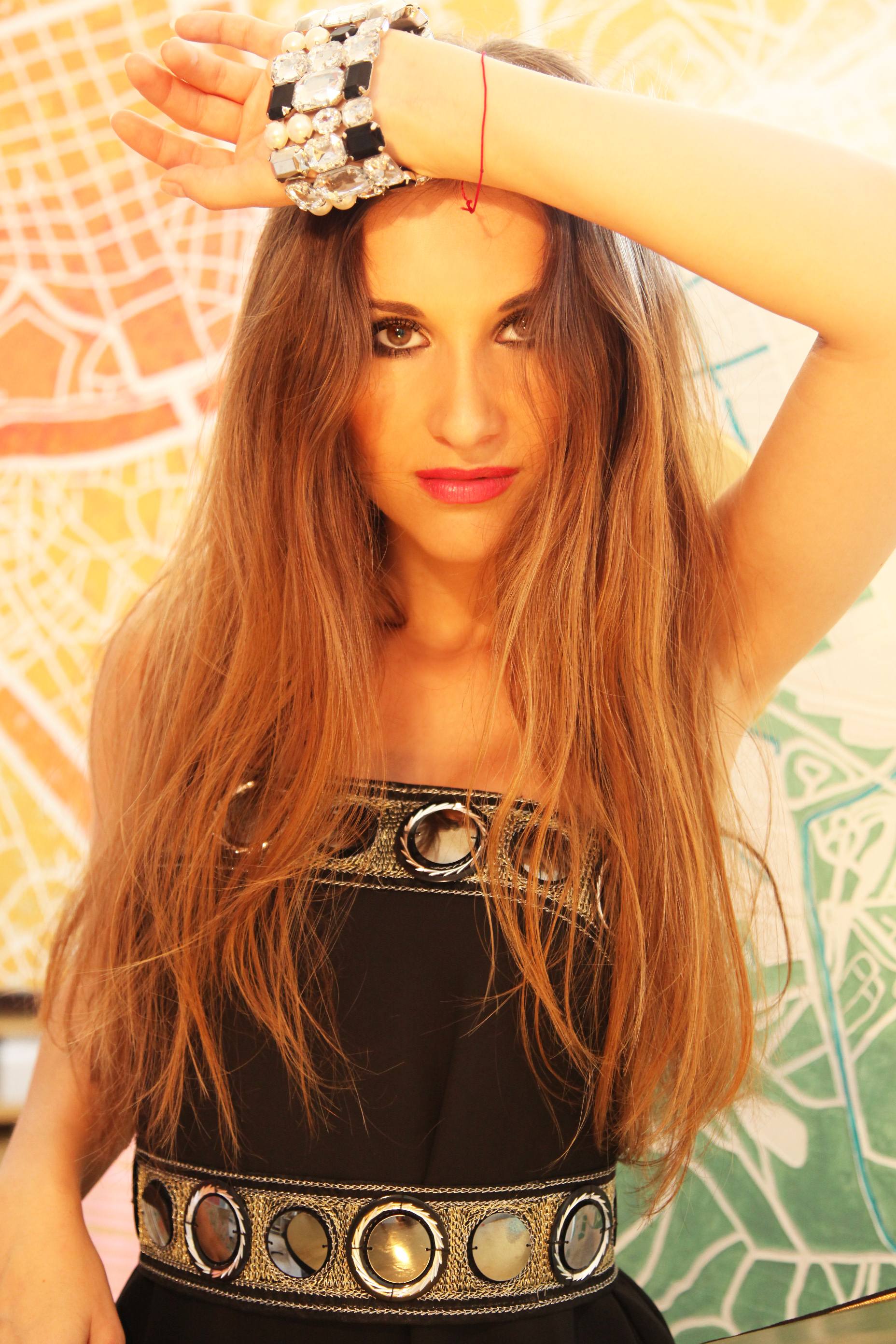
Sarah Avni (* 1983) výtvarnice působící v roce 2020 v Praze. Kromě malby se věnuje i umělecké fotografii a interiérovému designu.

- Sarah Avni (* 1983) výtvarnice působící v roce 2020 v Praze. Kromě malby se věnuje i umělecké fotografii a interiérovému designu.

### Á
- Petra Áčová (* ?), katedra vizuálních médií v Bratislavě

### B
- Linda Bartošová, katedra vizuálních médií v Bratislavě
- Katarina Benzová (* 1987) koncertní fotografka známá především díky své práci s rockovými kapelami jako Guns N' Roses.
- Oľga Bleyová (* 1930)
- Irena Blühová (1904-1993)

### C
- Dana Cabanová (* 1959)
- Petra Cepková (* ?), katedra vizuálních médií v Bratislavě
- Judita Csáderová (* 1948)

### D
- Anna Daučíková (* 1950), slovenská výtvarnice a vizuální umělkyně. Při své umělecké tvorbě se věnovala malbě, fotografii, akčnímu umění a performanci. Vytvořila řadu instalací.
- Andrea Dobošová (* ?)

### F
- Hana Fábry (* 1963), politická a občanská aktivistka, publicistka, novinářka, politická glosátorka a fotografka
- Anna Feldeková (* 1976)
- Pavlína Fichta Čierna (* ?), výtvarnice využívající fotografii v sociálně laděných fotografiích a videu

### H
- Milota Havránková (* 1945)
- Táňa Hojčová (* ?), fotografka módy
- Jana Hojstričová (* 1972)
- Zuzana Hrivňáková (* ?), malířka využívající fotografii

### I
- Jana Illková (* 1978)

### J
- Magdalena Juříková (* 1956) původem ze Slovenska, česká historička umění, kurátorka, fotografka, která působí též jako publicistka, kritička a ředitelka Galerie hlavního města Prahy

### K
- Andrea Kalinová (* 1980), fotografka, výtvarnice, režisérka, scenáristka a kameramanka
- Daniela Kapráľová (* 1956)
- Jana Kirschnerová (* ?), využívá vícenásobný osvit a luminografii, učí fotografii na střední umělecké škole v Bratislavě
- Ria Kmeťová (* 1975)
- Anna Kovačič (* ?), fotografka módy
- Mária Kudasová (* 1958), fotografka; portréty, architektura a reklama
- Helena Kupčíková (1943–2015), slovenská fotografka a fotoreportérka, působila v České republice

### L
- Ľuba Lauffová (1949–2004)
- Dominika Ličková-Horáková (* 1974)
- Ivana Lipovská (* ?), fotografka módy
- Galina Lišháková (* ?), spolupracuje na projektech s Ingrid Patočkovou
- Markéta Luskačová (* 1944) Češka, která aktivně na Slovensku pracovala, v letech 1964–1970 vytvářela fotografický cyklus Poutníci z náboženských poutí na Slovensku a v Polsku, v letech 1967–1974 fotografovala život ve slovenské vesnici Šumiac.

### M
- Margita Mancová-Pechová (* 1948)
- Laura Mešková (* ?), v době 1990–2000 pracovala s poetickou konceptuální fotografií
- Zuzana Mináčová (* 1931)
- Aneta Mona Chisa (* ?), feministická umělecká fotografka, která ráda provokuje a pracuje s nahým tělem a ženskou identitou

### N
- Anna Nemčoková (* ?), divadelní fotografka
- Rosie Neyová (1897-1972), Maďarka ovlivňující kulturu na Slovensku
- Lucia Nimcová (* 1977) vystudovala ITF a Rijksakademie van Beeldende Kunsten v Amsterdamu, žije a pracuje v Etiópii, ziskala ocenění Leica Oskar Barnack Award
- Michaela Nociarová (* 1976)

### P
- Libuše Paclová (* 1928) botanička, fotografka
- Ingrid Patočková (* 1975), spolupracuje s Galinou Lišhákovou
- Miriam Petráňová (* 1974)
- Linda Petrovová (* ?), studentka ITF
- Eva Petrovičová (1945–1997) basketbalistka a ateliérová fotografka
- Laura Piskorová (* ?), studentka ITF
- Ester Plicková (1928–2011), její strýc byl Karel Plicka

### R

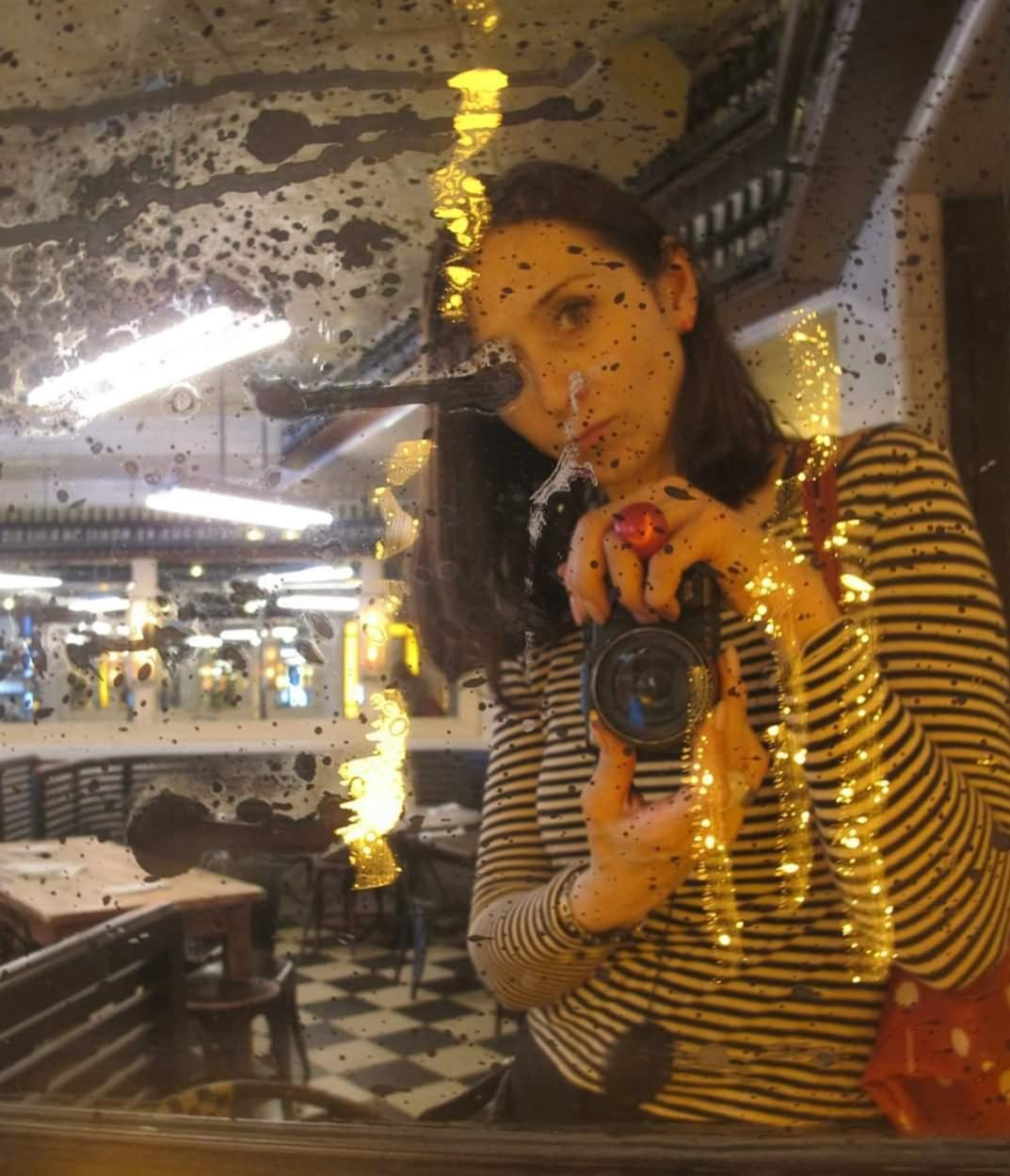
Nadia Rovderová (* 1971) výtvarnice, fotografka, kurátorka a publicistka

- Magdaléna Robinsonová (* 1924–2006), umělecká fotografka, portrétistka, ilustrátorka, reportérka židovského původu; v její tvorbě se zrcadlí hrůzy války, které ji zasáhly pronásledováním z rasových důvodů
- Nadia Rovderová (* 1971) výtvarnice, fotografka, kurátorka a publicistka slovenského původu; žije v Praze

### S
- Soňa Sadloňová (* ?), rozvíjí příběh písma a využívá speciální techniky
- Dorota Sadovská (* 1973), slovenská umělkyně a fotografka, vytváří obrazové instalace, pracuje s médii fotografie, videa a kresby, zajímá se o tělesnost, lidské tělo a křesťanskou ikonografii
- Silvia Saparová (* 1975)
- Gita Skoumalová (* 1929), filmová fotografka, také fotografovala ve Vysokých Tatrách, pracovala na filmech s tematikou Tater a dětskou tematikou
- Silvia Slafkovská (* 1979)
- Sláva Sobotovičová (* 1973), slovenská výtvarnice a fotografka žijící dlouhodobě v Praze, vtipně znázorňuje banální realitu
- Magda Stanová (* ?), katedra vizuálních médií v Bratislavě
- Jana Szűcsová (* 1968)

### Š
- Jana Šebestová (* ?), vizuální deníky bytů a portrétů
- Jena Šimková (* 1954), spolupracovala s Antonem Slídkem, věnuje se reklamní a módní fotografii
- Helena Šišková (* ?), absolventka FAMU
- Veronika Šramatyová (* 1977), malířka, výtvarnice, fotografka a básnířka, zaměřená na fotorealistickou malbu
- Zuzana Šulajová (* 1978), herečka a fotografka
- Mária Švarbová (* 1988), známá fotografováním konceptuálních sérií

### T
- Gabriela Teplická (* 1980), dokumentární fotografka
- Lucia Toporcerová (* ?), katedra vizuálních médií v Bratislavě
- Erika Trnková (* ?), spoluautorka a modelka v řaděl prací Jany Hojstričové

### V
- Silvia Vaculíková (* 1967) fotografka a cestovatelka, na svých fotografiích zachycuje obyčejné lidí v jejich přirozeném prostředí, místní zvyky, náboženství a kultury
- Yvonne Vavrová (* 1959) režisérka, scenáristka, kameramanka, fotografka a grafička
- Adriene K. Veninger (* 1958), kanadská fotografka a umělkyně československého původu, její díla jsou ve sbírkách Kanadské národní galerie a Muzea umění v Houstonu

### W
- Laura Witeková (* 1977)

### Z
- Jana Znášiková (* ?), inscenované surrealistické zátiší a portréty
- Barbora Zsigmondiová (1908–1978) vyučila se ve Vídni a v roce 1928 v Bratislavě otevřela fotoateliér, od roku 1929 komunistická aktivistka a věnovala se sociální fotografii pro levicový tisk

### Ž
- Anna Žáčková (* ?), absolventka FAMU
- Jana Želibská (* 1941), umělkyně, věnující se zejména grafice a intermediálnímu umění a performanci